# Eduviges Jagellón (1408-1431)
Eduviges Jagellón (en lituano: Jadvyga Jogailaitė, en polaco: Jadwiga Jagiellonka: Cracovia, 8 de abril de 1408 - ib., 8 de diciembre de 1431) era una princesa polaca y lituana, y miembro de la dinastía Jagellón. La mayor parte de su vida, como la única hija del rey Vladislao II de Polonia, fue considerada como la heredera de los tronos polacos y lituanos. Después del nacimiento de los hijos varones del rey en 1424 y 1427, Eduviges tuvo apoyo en sus reclamaciones al trono. Falleció en 1431 entre rumores de que fue envenenada por su madrastra, Sofía de Halshany.

## Familia
Eduviges fue la hija única del rey de Polonia y gran duque de Lituania Vladislao II Jagellón y de su segunda esposa, Ana de Celje, hija del conde Guillermo de Celje y de Ana de Polonia. Ana de Celje era nieta del rey Casimiro III de Polonia y por lo tanto heredera de la dinastía de los Piastas.Gracias a su matrimonio con ella en 1402, Vladislao legitimó su puesto como rey de Polonia después de la muerte de su primera esposa, Eduviges I de Polonia, quien reinó como rey (no reina consorte) de Polonia. La única hija de Vladislao y de Ana de Celje nació en 1408 y fue nombrada Eduviges en honor a la reina.
Después de que se volviera aparente que Ana de Celje no sería capaz de tener más hijos, Eduviges fue proclamada oficialmente como heredera presunta al trono durante un congreso en Jedlnia a principios de 1413. La reina Ana murió en 1416, dejando a Eduviges como la única hija del rey. En 1417, Vladislao se casó con Isabel de Pilica, y en 1422 con Sofía de Halshany. Eduviges fue criada por sus dos madrastras.

## Propuestas de matrimonio
Hasta el nacimiento del hijo de Vladislao II, el futuro Vladislao III en 1424, el matrimonio de Eduviges era de primordial importancia en la política polaca ya que su marido se convertiría en rey de Polonia después de la muerte de Vladislao II. Las primeras negociaciones matrimoniales para ella de las que se tiene conocimiento ocurrieron en 1419 entre el rey polaco y Erico de Pomerania, rey de la Unión de Kalmar. Los mandatarios se encontraron en Czerwińsk nad Wisłą para entablar una alianza contra los caballeros teutónicos. Erico propuso casar a Eduviges con su primo y heredero presunto, el duque Bogislao IX de Pomerania, que en ese momento tenía ocho o nueve años. Sin embargo, la alianza no se materializó.
El 12 de abril de 1421, Eduviges fue comprometida con el margrave Federico II de Brandeburgo, segundo hijo del elector Federico I de Brandeburgo, que buscó una alianza con el reino de Polonia en el conflicto entre Brandeburgo y Pomerania. Según los términos del acuerdo, la boda tendría lugar cuando Federico II cumpliera 14 años en 1427. Cinco años después del matrimonio, él sería elegible para convertirse en rey de Polonia y gran duque de Lituania. El joven príncipe tendría que mudarse a Polonia tan pronto como fuera posible para familiarizarse con el idioma y las tradiciones del país. El acuerdo sería anulado si Vladislao II tuviera hijos varones.
Diez meses más tarde, el rey se casó con Sofía de Halshany, quien era sólo tres años mayor que Eduviges. A Federico I no le agradó este matrimonio y envió a su hijo a Cracovia para estar con su prometida. Las tensiones aumentaron ya que Brandeburgo no proporcionó tropas para la guerra de Gollub contra los caballeros teutónicos. El emperador Segismundo de Luxemburgo conspiró contra el matrimonio mientras que Erico de Pomerania renovó su propuesta para la alianza polaca-escandinava–pomerana contra Brandeburgo. A pesar de presión política, Vladislao II no anuló el acuerdo. Temiendo un intento de asesinato, el gran duque Vitautas se llevó a Federico II a Lituania en 1424.
En octubre de 1424, Sofía dio a luz a un hijo, el futuro Vladislao III. El elector Federico I continuó apoyando la boda de su hijo con la princesa. Un grupo de nobles polacos quería que Eduviges y su futuro marido sucedieran a su padre en lugar de los hijos del rey con Sofía de Halshany, quienes no eran descendientes de la dinastía de los Piastas dinastía. La muerte de su abuela materna, Ana de Polonia, en 1425 dejó a Eduviges sin parientes cercanos en su lucha de poder contra Sofía. Debido a las incertidumbres de herencia, el matrimonio de Eduviges y Federico II fue aplazado. Por un año, ella luchó contra una enfermedad desconocida hasta que falleció el 8 de diciembre de 1431, a los 23 años, y fue enterrada en el catedral de Wawel. La reina Sofía debió defenderse de los rumores que la acusaban de envenenar a la princesa. Hay evidencia de que Federico II estaba enamorado de Eduviges y sufrió episodios de depresión a raíz de su muerte.